# Kornatka (Petite-Pologne)
Pour les articles homonymes, voir Kornatka.
Kornatka est une localité polonaise de la gmina de Dobczyce, située dans le powiat de Myślenice en voïvodie de Petite-Pologne.